# Extra Östergötland
Extra Östergötland var en daglig gratistidning med spridning i Östergötlands län. Extra Östergötland ingick i Östgöta Media AB, en del av NTM-koncernen.
Distributionen skede genom Östgötatrafikens bussar, tåg och spårvagnar i Norrköping samt via ställ runt om i hela Östergötland. Tidningen hade som mest cirka 54 000 läsare per dag.
Tidningen startade 2004 för att konkurrera ut gratistidningen Metro. Inledningsvis publicerades tidningen måndag till fredag. 2014 övergick tidningen till tredagarsutgivning. 2015 upphörde tidningens egen redaktion och materialet togs från länets morgontidningar. Under 2018 upphörde utgivningen.
Extra Östergötland hade redaktioner i Linköping och Norrköping.  Ansvarig utgivare var Mikael Sundgren.